# Gnotus klausi
Gnotus klausi là một loài tò vò trong họ Ichneumonidae.